# Sofie De Vuyst
Sofie De Vuyst (Zottegem, 2 april 1987) is een Belgisch voormalig wielrenster.

## Carrière
De Vuyst reed tussen 2006 en 2016 in totaal zeven jaar voor Lotto Soudal Ladies. In 2008 kwam ze uit voor Topsport Vlaanderen - Thompson Ladies, in 2013 voor Sengers Ladies Cycling Team en in 2014 en 2015 voor Lensworld.eu - Zannata. In 2017 reed ze voor Lares-Waowdeals, in 2018 voor diens opvolger Doltcini-Van Eyck Sport en in 2019 voor Parkhotel Valkenburg. Vanaf 2020 zou ze voor het Australische Mitchelton-Scott gaan rijden, maar het contract werd voortijdig ontbonden.
In 2009 eindigde ze derde in Dwars door de Westhoek. Ze behaalde in 2012 de tweede plaats in twee etappes en in het eindklassement van de Ronde van Bretagne voor vrouwen. In 2013 werd ze tweede in de Erondegemse Pijl en in 2014 werd ze derde in Le Samyn. In 2019 won ze de Brabantse Pijl.
De Vuyst stond zes keer op het podium van het Belgisch kampioenschap. In 2011 haalde ze zilver op het BK op de weg in Hooglede-Gits. In 2012 werd ze tweede in Lac d'eau d'heure op het BK tijdrijden en in 2013 werd De Vuyst derde op het BK op de weg in La Roche-en-Ardenne. Brons dat ze ook in de edities 2014, in Wielsbeke, en in 2015, in Tervuren, opnieuw haalde.
Tussen 2010 en 2016 kwam De Vuyst elk jaar uit voor België op de Wereldkampioenschappen wielrennen. Haar beste prestatie was de 27e plek op het WK 2014 in Ponferrada.
Begin 2017 was ze een tijd buiten strijd na een val in de Omloop van het Hageland, waarbij ze de ligamenten aan haar pols scheurde. Ze maakte haar wederoptreden in de Ardense klassiekers, maar kwam twee maanden later opnieuw ten val, ditmaal met haar tijdritfiets op training in voorbereiding op het BK tijdrijden. Ze liep hierbij enkele zware letsels op en moest noodgedwongen de rest van het jaar revalideren. In juli 2018 won ze de slotrit van de Tsjechische rittenkoers Tour de Feminin - O cenu Českého Švýcarska en werd derde in het eindklassement. Later die maand won ze de pelotonsprint om plek drie in de Tour de Belle Isle en Terre. In september werd ze tweede in de slotrit van de Tour de l'Ardèche.
In 2019 maakte ze de overstap naar Parkhotel Valkenburg. Ze won dat jaar de Brabantse Pijl, werd tweede in de naar haar vernoemde Flanders Ladies Classic "GP Sofie De Vuyst", tweede in La Classique Morbihan en derde in de Erondegemse Pijl. Ook won ze de bergklassementen van de GP Elsy Jacobs en Lotto Belgium Tour en werd derde in het bergklassement van de Giro Rosa. Samen met Sanne Cant, Lotte Kopecky, Lawrence Naesen, Otto Vergaerde en Thomas De Gendt werd ze vierde in de eerste gemengde ploegenestafette tijdens de Europese kampioenschappen wielrennen 2019 in Alkmaar. In september reed ze de gemengde ploegenestafette op de wereldkampioenschappen wielrennen in Yorkshire, samen met Jan Bakelants, Frederik Frison, Senne Leysen, Valerie Demey en Julie Van de Velde.
In september werd bekend dat ze in 2020 zal uitkomen voor Mitchelton-Scott. Op 5 november kreeg ze de prijs van Flandrienne van het jaar. Op 26 november werd bekend dat ze tijdens een controle buiten competitie op 18 september positief testte op exogene steroïden. Ze werd met onmiddellijke ingang geschorst door haar ploeg Parkhotel Valkenburg. Zelf beweert ze onschuldig te zijn. Nadat ook de B-staal positief bleek, ontbond Mitchelton-Scott haar contract. In mei 2021 maakte ze bekend de juridische strijd om haar onschuld te bewijzen te staken en haar carrière te beëindigen.

## Privé
Sofie De Vuyst is de partner van wielrenner Bart De Clercq, met wie ze samen bij Lotto Soudal reed. In mei 2021 maakte ze bekend dat ze in augustus hun eerste kind verwachten.

## Palmares
2009
- Dwars door de Westhoek

2011

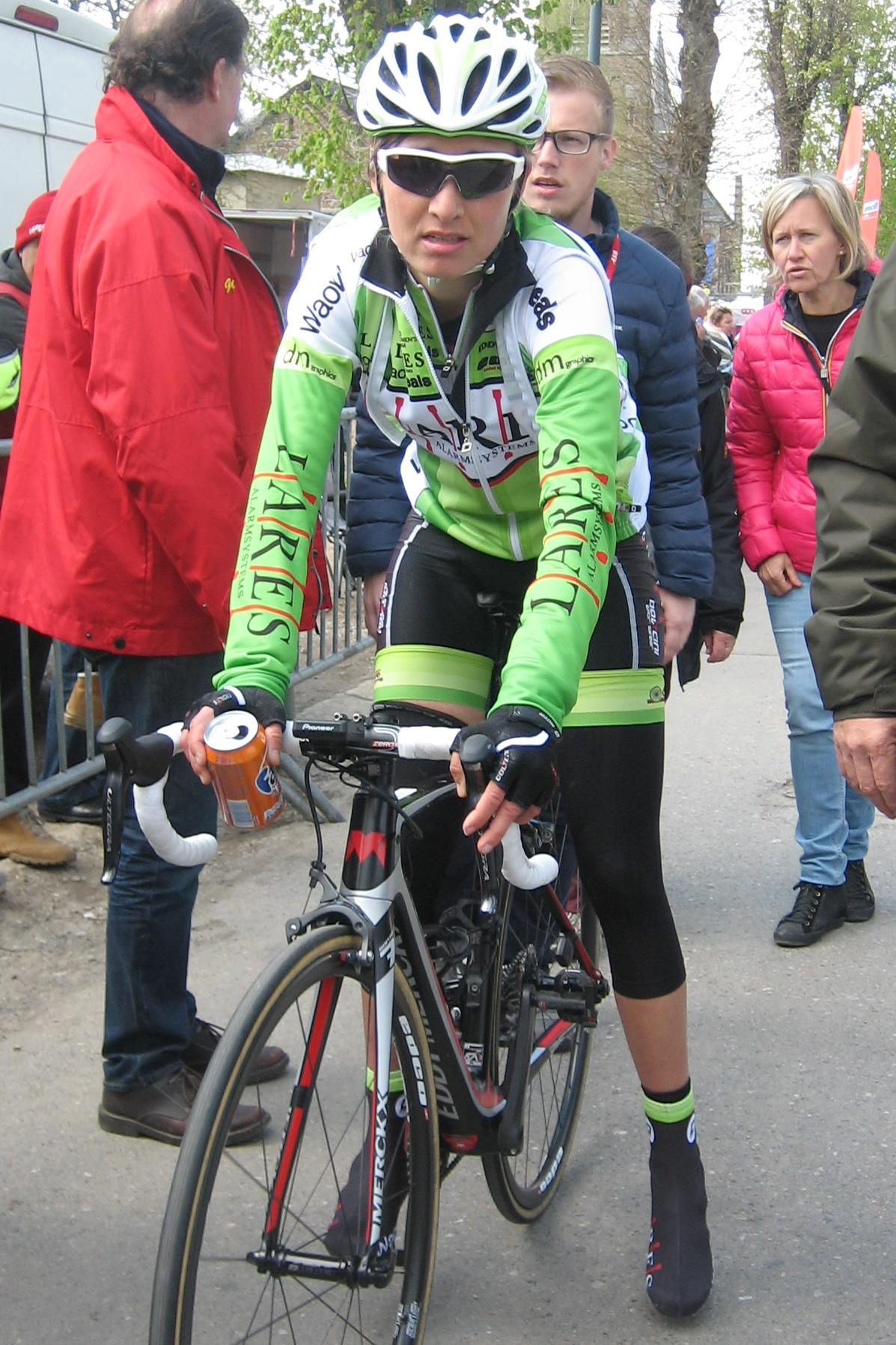
De Vuyst in de Waalse Pijl 2017

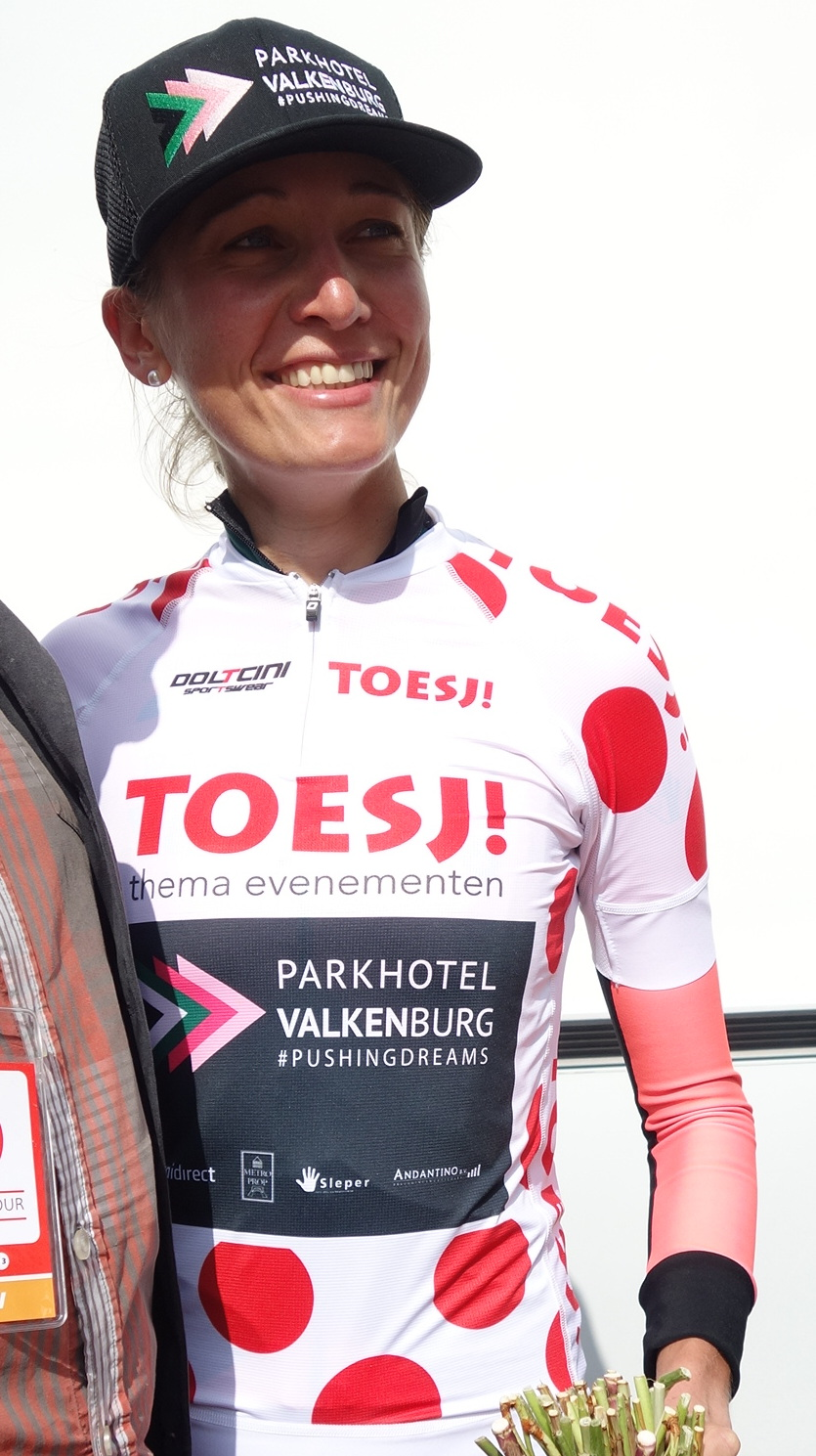
Bolletjestrui in de Lotto Belgium Tour 2019

- Belgisch kampioenschap op de weg

2012
- Belgisch kampioenschap tijdrijden
- Eindklassement Ronde van Bretagne
  -  1e etappe Ronde van Bretagne
  -  3e etappe Ronde van Bretagne
- 5e etappe Tour de l'Ardèche

2013
- Belgisch kampioenschap op de weg
- Erondegemse Pijl

2014
- Belgisch kampioenschap op de weg
- Le Samyn

2015
- Belgisch kampioenschap op de weg
- Belgisch kampioenschap tijdrijden

2018
- Eindklassement Tour de Feminin - O cenu Českého Švýcarska
  -  5e etappe Tour de Feminin
- Tour de Belle Isle en Terre
- 7e etappe Tour de l'Ardèche

2019
- Brabantse Pijl
- Bergklassement GP Elsy Jacobs
- Bergklassement Lotto Belgium Tour
  -  4e etappe Lotto Belgium Tour
- La Classique Morbihan
- Flanders Ladies Classic "Sofie De Vuyst"
- Erondegemse Pijl

### Uitslagen in voornaamste wedstrijden
| Jaar | Gent-Wevelgem | Ronde van Vlaanderen | Amstel Gold Race | Luik-Bast.‑Luik | Omloop Het Nieuwsblad | Brabantse Pijl | Le Samyn |  | WK op de weg |
| ---- | ------------- | -------------------- | ---------------- | --------------- | --------------------- | -------------- | -------- |  | ------------ |
| 2008 |               |                      |                  |                 | 44e                   |                |          |  |              |
| 2009 |               |                      |                  |                 | 36e                   |                |          |  |              |
| 2010 |               | 47e                  |                  |                 |                       |                |          |  | 55e          |
| 2011 |               |                      |                  |                 | 18e                   |                |          |  | 37e          |
| 2012 |               |                      |                  |                 | 54e                   |                | 27e      |  | 40e          |
| 2013 |               | 23e                  |                  |                 | 27e                   |                | 9e       |  | opgave       |
| 2014 | 4e            | 20e                  |                  |                 | 6e                    |                | ↑        |  | 27e          |
| 2015 | 41e           | 27e                  |                  |                 | 76e                   |                | 20e      |  | opgave       |
| 2016 | 69e           | 32e                  |                  |                 | 39e                   | 9e             | 23e      |  | 94e          |
| 2017 |               |                      | 26e              | 40e             | 20e                   |                |          |  |              |
| 2018 |               | 16e                  | 22e              | 20e             | 20e                   | 10e            | 11e      |  | 28e          |
| 2019 |               | 16e                  | 21e              | 68e             | 8e                    | ↑              |          |  | 14e          |

## Onderscheidingen
- Flandrienne van het jaar: 2019